# 马尔蒂·拉克索
马尔蒂·拉克索（芬蘭語：Martti Laakso，1943年12月19日—），芬兰男子摔跤运动员。他曾代表芬兰参加世界摔跤锦标赛，获得一枚银牌和一枚铜牌。他也曾参加1968年和1972年夏季奥运会。

## 家庭
哥哥马蒂·拉克索。